# Ponte di Porta Napoli (Tarent)

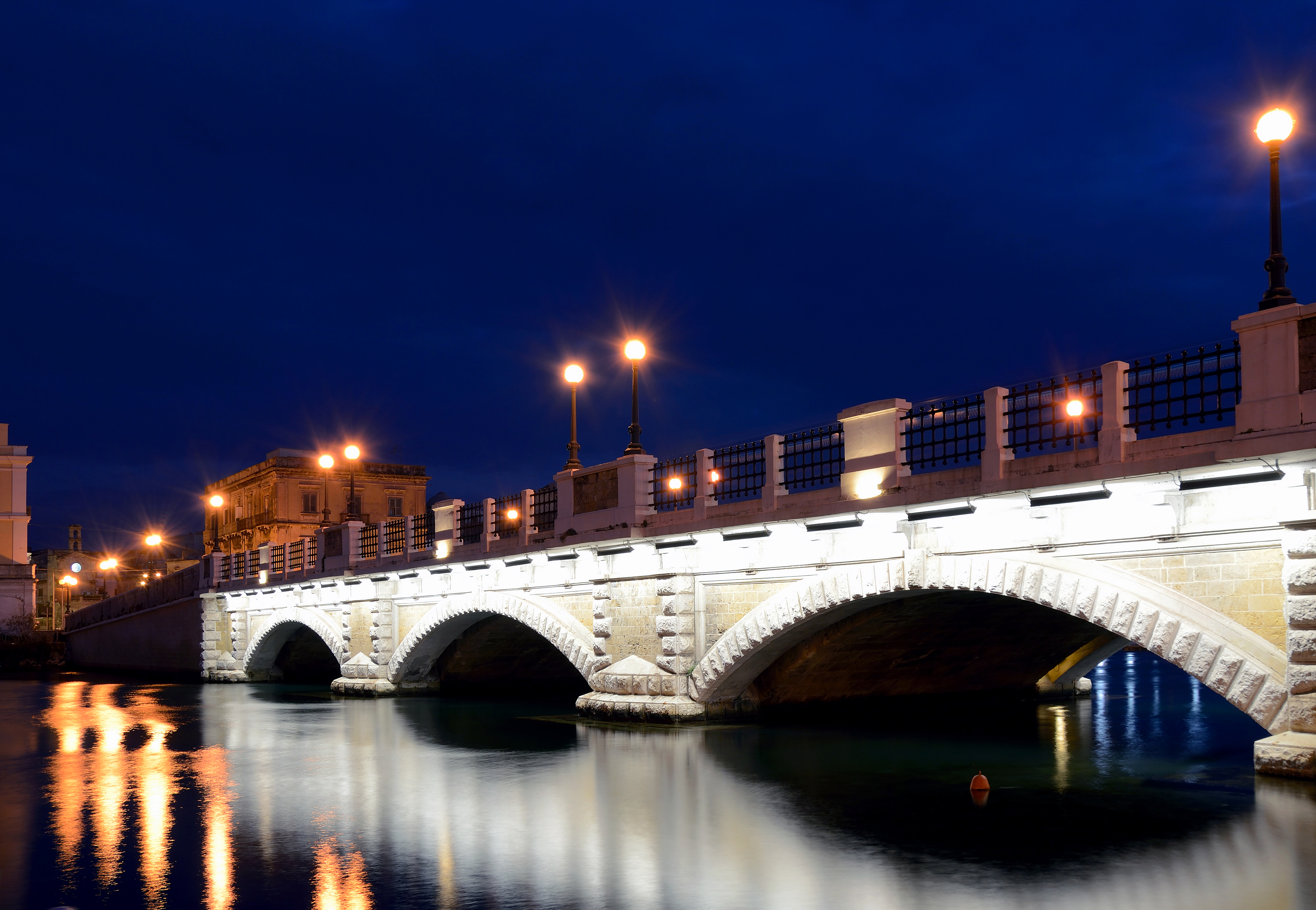

Die Ponte di Porta Napoli ist eine Steinbrücke, die den natürlichen Kanal nordwestlich der Altstadt von Tarent in Italien überspannt.
Die heutige Brücke ist 115 Meter lang und wurde erbaut, nachdem die gleichnamige siebenbogige Vorgängerbrücke bei einer Überschwemmung im Jahre 1883 zerstört wurde.
Koordinaten: 40° 28′ 48,4″ N, 17° 13′ 36,2″ O